# Deutsche Gesellschaft für Neurorehabilitation
Die Deutsche Gesellschaft für Neurorehabilitation (DGNR) ist eine wissenschaftliche Fachgesellschaft, die das Gebiet der Neurorehabilitation in Klinik, Praxis und Forschung vertritt. Sie ist Mitglied der Arbeitsgemeinschaft der Wissenschaftlichen Medizinischen Fachgesellschaften (AWMF).

## Ziele
Vereinsziele sind laut Satzung unter anderem:
- Weiterentwicklung von Methoden und Verfahren der Neurologischen Rehabilitation
- Förderung des wissenschaftlichen Nachwuchses
- Erarbeitung und Empfehlung von Qualitätsstandards und medizinischen Leitlinien
- Förderung der Aus- und Weiterbildung im Bereich der Rehabilitation
- Zusammenarbeit mit Behindertenverbänden und Selbsthilfegruppen

## Aktivitäten
Die Ziele der Gesellschaft sollen erreicht werden durch Förderung der interdisziplinären Zusammenarbeit, auch mit anderen Berufsgruppen; Veranstaltungen von Tagungen und  Lehrgängen; Zusammenarbeit mit in- und ausländischen Fachgesellschaften, die sich auf gleichen oder benachbarten Gebieten betätigen; Herausgabe von Stellungnahmen im Fachgebiet.

## Kommissionen
Die inhaltliche Arbeit der Gesellschaft erfolgt in "Kommissionen" genannten Arbeitsgruppen. Im Jahr 2024 existierten Kommissionen zu folgenden Themen:
- Pflege
- Hygiene
- Leitlinien
- Kongressprogramme
- Satzung
- Neuroweaning
- Internationale Kooperationen
- Curriculum Neurorehabilitation
- Nachwuchsförderung
- Forschung

## Veranstaltungen
Die Gesellschaft führt Jahrestagungen durch und verweist auf ihrer Website auf aktuelle Veranstaltungen ihres Fachgebietes.

## Veröffentlichungen
Die Gesellschaft veröffentlicht Stellungnahmen zu Vorgehensweisen, Maßnahmen und Standards in ihrem Fachgebiet.

## Medizinische Leitlinien
Die DGNR beteiligt sich am AWMF-Leitlinienprogramm. In diesem Rahmen werden medizinische Leitlinien federführend oder in Beteiligung an Leitlinien anderer Fachgesellschaften entwickelt.

## Ehrungen
Gemeinsam mit der Deutschen Gesellschaft für Neurologie verleiht die DGNR alle zwei Jahre den Rehabilitationspreis der DGN und DGNR für besondere Leistungen im Fachgebiet.
Der Preis war bis 2018 unter der Bezeichnung  „H. J. Bauer-Rehabilitationspreis“ bekannt.

## Geschichte
Die DGNR wurde 1989 gegründet. Seit 2003 ist die Gesellschaft Mitglied der AWMF.